# SNB 2013-2014 Alazanes de Granma

## Pretemporada
El día 7 de agosto fueron convocados 48 jugadores de béisbol para los entrenamientos previos a la serie. En dicha preselección aparece nuevamente el manager Indalecio Alejandrez Mesa junto a un total de 23 técnicos, seis receptores, 11 jugadores de cuadro, nueve jardineros y 22 lanzadores.
Los Alazanes de Granma para la temporada 2013-2014 de la Serie Nacional de Béisbol comenzaron su entrenamiento en su sede el estadio bayamés Mártires de Barbados el día 12 de agosto y se extenderá hasta mediados de octubre.
Entre los convocados sobresalen Alfredo Despaigne Rodríguez, Yordanis Samón Matamoros, Urmaris Guerra Vargas, Carlos Benítez Pérez, Luis Ferrales Jiménez, Ciro Silvino Licea González, Alberto Soto La O y Alaín Tamayo Espinosa. Destacar también que no se encuentra en ella Ramón Tamayo Tamayo (no se sabe aún la causa) y Rafael Hidalgo Manganelli del que se dice abandonó el país.
El cuerpo de dirección está renovado en casi la totalidad, sobresalta el rescate del entrenador de pitcheo Marcos Fonseca Alcea, el entrenador Pablo Bejerano Morales y el técnico Adalberto Fonstecilla Matos.
El día 22 de agosto se anunció la incorporación a la preselección de dos nuevos jugadores, los lanzadores Yosibel Castillo y Magdiel Nuñez.
Preselección

## Resultado de los juegos
| Leyenda | Leyenda                             |
| ------- | ----------------------------------- |
|         | Alazanes ganan                      |
|         | Alazanes pierden                    |
|         | Pospuestos                          |
| Bold    | Miembros del equipo de los Alazanes |